# Friedrich Wilhelm Krahn
Friedrich Wilhelm August Krahn (* 1799 oder 1800 in Berlin; † 1. Mai 1883 in Berlin) war ein deutscher Richter und Parlamentarier.

## Leben
Nach dem Besuch des Gymnasiums in Berlin studierte Krahn ab 1819 Rechtswissenschaften an der Friedrich-Wilhelms-Universität Berlin. Zu Beginn des Studiums wurde er Mitglied des Corps Marchia Berlin. Später schloss er sich dem Corps Neo-Marchia Berlin an. Nach dem Studium wurde er Justizrat in Cremmen. Zuletzt war er Kreisgerichtsrat in Berlin.
1849–1852 saß Krahn als Abgeordneter des Wahlkreises Potsdam im Preußischen Abgeordnetenhaus. In der 1. Legislaturperiode gehörte er der Fraktion der Rechten und in der 2. Legislaturperiode der Fraktion des Centrums an.